# Twierdzenie Tellegena
Twierdzenie Tellegena (zasada Tellegena) – jedno z najważniejszych twierdzeń teorii obwodów, stosowane do analizy dowolnych obwodów skupionych. Zostało po raz pierwszy sformułowane w 1952 roku przez holenderskiego elektrotechnika Bernarda Tellegena.

## Treść twierdzenia
W każdym układzie skupionym suma mocy chwilowych pobieranych przez wszystkie elementy układu jest w każdej chwili równa zeru.

czyli: {\displaystyle \sum \limits _{k=1}^{K}p_{k}=0,} gdzie K to liczba elementów skupionych, a {\displaystyle p_{k}} to moc chwilowa pobierana przez k-ty element.
Ze względu na tożsamość powyższego równania względem czasu {\displaystyle t,} prawdziwa jest również zależność {\displaystyle \bigwedge _{t}\sum \limits _{k=1}^{K}p_{k}=0.}

## Dowód[3]
Niech prądy gałęziowe {\displaystyle i_{m}} oraz napięcia gałęziowe {\displaystyle u_{m}} spełniają kolejno pierwsze i drugie prawo Kirchhoffa, a {\displaystyle v_{m}} to potencjały poszczególnych węzłów. Wówczas napięcie pomiędzy węzłami {\displaystyle k} i {\displaystyle l} jest określone zależnością
{\displaystyle u_{kl}=v_{k}-v_{l}.}
Moc chwilową prądu {\displaystyle i_{kl}} można opisać zależnością
{\displaystyle p_{kl}=i_{kl}u_{kl}=i_{kl}(v_{k}-v_{l})=i_{kl}v_{k}-i_{kl}v_{l}.}
Wiedząc, że
{\displaystyle i_{kl}=-i_{lk},}
otrzymujemy
{\displaystyle i_{kl}u_{kl}=i_{kl}v_{k}+i_{lk}v_{l}.}
Analogicznie postępujemy dla wszystkich składników sumy {\displaystyle \sum u_{m}i_{m}.}
Grupujemy składniki postaci {\displaystyle v_{k}\sum \limits _{j}i_{kj}.}
Na podstawie I prawa Kirchhoffa
{\displaystyle \sum \limits _{j}i_{kj}=0,}
a więc
{\displaystyle \sum u_{m}i_{m}=0,}
czyli
{\displaystyle \sum p_{m}=0.}
Można też wykazać, że spośród trzech twierdzeń – obu praw Kirchhoffa oraz twierdzenia Tellegena, każde z nich można wyprowadzić z dwóch pozostałych.

## Wnioski
Twierdzenie Tellegena stanowi zasadę zachowania mocy i energii w układach skupionych. W danej chwili suma mocy pobieranych przez elementy takiego układu jest równa mocy oddawanej przez pozostałe elementy. Zależność {\displaystyle \sum \limits _{k=1}^{K}p_{k}=0} można sprowadzić do zasady zachowania energii, całkując to wyrażenie w przedziale {\displaystyle [t_{0},t_{1}]}
{\displaystyle \int \limits _{t_{1}}^{t_{0}}\sum \limits _{k=1}^{K}p_{k}dt=\sum \limits _{k=1}^{K}\int \limits _{t_{1}}^{t_{0}}p_{k}dt=0.}

## Zastosowanie
Twierdzenie Tellegena jest jednym z najogólniejszych twierdzeń w teorii obwodów. Może być stosowane do opisu jakichkolwiek obwodów zbudowanych z elementów skupionych, tj. takich, których właściwości i zachowanie można opisać tylko funkcjami czasu. Po uogólnieniu może być również wykorzystywane w analizie topologicznej w innych niż elektronika dziedzinach nauki np. w chemii, fizyce czy biologii.